# Національна зала слави бейсболу
Національна зала слави бейсболу (англ. National Baseball Hall of Fame and Museum) — музей і зала слави, що розташовані на вулиці Мейн-стріт, 25 в Куперстауні, штат Нью-Йорк, присвячені гравцям, менеджерам, суддям й іншим особистостям, що зробили значний внесок у розвиток бейсболу в США.
Залу Слави заснував у 1939 році Стівен Карлтон Кларк, бізнесмен та філантроп. Кларк використав хибну легенду про те, що бейсбол було винайдено у 1839 році Абнером Даблдеєм саме у Куперстауні, щоб зробити місто привабливим для туристів. Кларк побудував будівлю Залу слави, яку було урочисто відкрито 12 червня 1939 року.
Ще до відкриття власне музею у 1936 році було започатковано процес виборів членів Зали Слави бейсболу – гравців, менеджерів, суддів, керівників та інших видатних осіб. У середовищі любителів бейсболу поняття «Зала Слави» асоціється саме з почесним статусом належності до цієї вибраної групи осіб, а не лише з самим музеєм і його приміщеннями у Куперстауні.